# Carlo Gattini
Carlo Gattini (fl. XX secolo) è stato un calciatore italiano, di ruolo difensore.

## Carriera
Con la Lucchese disputa 19 gare nei campionati di Prima Divisione 1921-1922 e Prima Divisione 1922-1923.